# Lepturophis
Lepturophis este un gen de șerpi din familia Colubridae.

Cladograma conform Catalogue of Life:
| Lepturophis | \| \| Lepturophis albofuscus \| \| \| \| \| \| Lepturophis borneensis \| \| \| \| |
|             | \| \| Lepturophis albofuscus \| \| \| \| \| \| Lepturophis borneensis \| \| \| \| |
|             | Lepturophis albofuscus                                                            |
|             |                                                                                   |
|             | Lepturophis borneensis                                                            |
|             |                                                                                   |